# Ivan Šuker
Ivan Šuker (Livno, 12 november 1957 – Zagreb, 5 september 2023) was een Kroatisch econoom en politicus.

## Biografie
Šuker studeerde economie aan de Universiteit van Zagreb en behaalde zijn diploma in 1983. Na zijn studie ging hij werken als ambtenaar en was van 1984 tot 1986 hoofd boekhouding in de sector Velika Gorica. Van 1986 tot 2000 was hij daar directeur financiën en tevens hoofd van de afdeling belastingen.
Politiek actief werd hij namens de politieke partij de Kroatische Democratische Unie (HDZ) in 1990. Hij was raadslid en wethouder in Zagreb van 1990 tot 1997 en werd daarna afgevaardigde in het bestuur van de regio Zagreb. In 2000 werd hij gekozen in het parlement van Kroatië en tevens was hij actief binnen het landelijk bestuur van zijn partij. Van 2003 tot 2010 was hij minister van Financiën van Kroatië.
Šuker was een groot liefhebber van basketbal en is enkele jaren voorzitter van de Kroatische Basketbalbond geweest.
Hij overleed op 5 september 2023 op 65-jarige leeftijd.